# Герхард Дьонхоф (1632 – 1685)
Герхард фон Дьонхоф (на немски: Gerhard von Dönhoff; * 5 юли 1632, Валдау, Калининградска област, Източна Прусия при Кьонигсберг; † 3 януари 1685, Швайгстен) е балтийски германец, граф от род Дьонхоф във Варминско-Мазурско войводство, Полша, полски и шведски камерхер, полски имперски знаменосец (1661), литвийски мундшенк (1661 – 1666) и трухсес (1666 – 1685), също старост на Телшай в Литва.

## Биография
Произлиза от полско-пруския благороднически род фон Дьонхоф. Той е най-големият син на граф Магнус Ернст Дьонхоф (1581 – 1642), дипломат, войвода на Пернау/Пярну (1640 – 1642), староста на Дорпат в Естония и Телшай в Литва, и съпругата му бургграфиня и графиня Катарина фон Дона-Лаук (1606/1608 – 1659), наследничка на Грос-Волфсдорф, вдовица на Албрехт фон Раутер († 1626), дъщеря на бургграф и граф Фридрих фон Дона (1570 – 1627) и Мария фон Раутер (1578 – 1626). Внук е на Герхард V фон Дьонхоф, господар на Котц (1554 – 1598), войвода на Дорпат, и съпругата му Маргарета фон Цвайфел (ок. 1560 – 1622). Брат е на Ернст Дьонхоф († 1693), полски генерал-майор, войвода на Малборк, Фридрих фон Дьонхоф (1639 – 1696), бранденбургски-пруски генерал-лейтенант, и на Анна Катарина фон Дьонхоф (1631 – 1687/1688), омъжена на 24 февруари 1648 г. в Бранденбург за Йохан Зигисмунд Кетлер цу Амботен (1610 – 1678).
Баща му се установява през 1620 г. в Източна Прусия, получава камерамт Валдау на Прегел при Кьонигсберг, където трима от синовете му са родени. През 1633 г. кайзер Фердинанд II издига баща му на имперски граф.
Герхард фон Дьонхоф учи в университета в Лайден в Холандия. През 1669 г. той поддържа новоизбрания крал Михал Корибут.

## Фамилия
Герхард фон Дьонхоф се жени на 4 юни 1663 г. за Анна Беата фон Голдщайн (* 4 октомври 1644, Иглау/Jihlava); † 25 октомври 1675, Растенбург, Източна Прусия), дъщеря на шведския генерал на кавалерията Йохан Аренд фон Голдщайн (1606 – 1653) и Мария фон Левалдт (1616 – 1676). Те имат пет деца:
- Богуслав Ернст фон Дьонхоф († 24 март 1734), генерал-лейтенант, женен за Марияна Билинска (* 1688; † пр. 1737)
- Магнус Йохан (Ян) фон Дьонхоф († 5 ноември 1723), бригадиер на служба в Холандия, женен за Мария Елизабет фон Шлибен († 1698)
- Мария Елеонора фон Дьонхоф (* 5/15 март 1664; † 12/14 април 1723), омъжена на 6 май 1683 г. за граф Ахасверус Герхард фон Лендорф (* 9 февруари 1637; † 14 февруари 1688)
- Катарина фон Дьонхоф (* 3 февруари 1669; † 21 декември 1752, Кьонигсберг), омъжена I. за Йохан Фридрих фон Шлибен, II. (1699) за Теодор фон Тетау († 13 април 1730, Кьонигсберг)
- София Каролина фон Дьонхоф, омъжена за Герхард Ернст фон Лендорф